# Jampil (Schostka)
Jampil (ukrainisch Ямпіль; russisch Ямполь Jampol, polnisch Janpol) ist eine Siedlung städtischen Typs im Norden der Ukraine mit etwa 4200 Einwohnern. Sie war bis Juli 2020 der Verwaltungssitz des gleichnamigen Rajons Jampil in der Oblast Sumy.

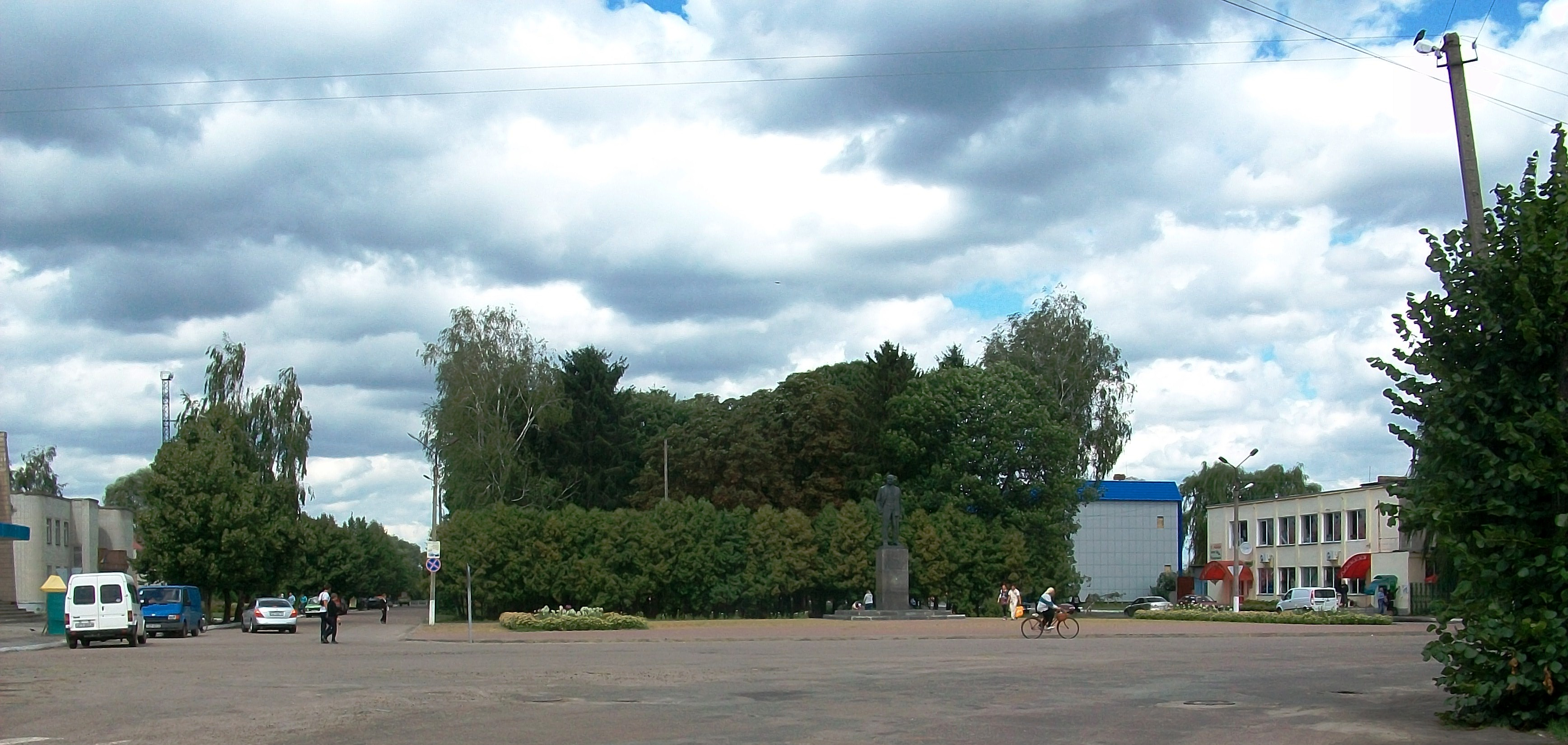
Hauptplatz im Ort

Der Ort entstand im 17. Jahrhundert und gehörte damals zur Adelsrepublik Polen (in der Woiwodschaft Czernihów). 1667 wurde er durch den Vertrag von Andrussowo ein Teil des Zarentums Russland. Seit 1956 ist er eine Siedlung städtischen Typs.

## Geographie
Jampil liegt am linken Ufer des Iwotka (Івотка), einem 81 km langen, linken Nebenfluss der Desna etwa 175 km nordwestlich vom Oblastzentrum Sumy an den Territorialstraßen T–19–15 und T–19–12. Die Stadt Chutir-Mychajliwskyj befindet sich 19 km nordöstlich und die Stadt Schostka 28 km südwestlich von Jampil. Die Ortschaft hat einen eigenen Bahnhof an der Bahnstrecke Konotop–Nawlja.

## Verwaltungsgliederung
Am 12. Juni 2020 wurde die Siedlung zum Zentrum der neugegründeten Siedlungsgemeinde Jampil (Ямпільська селищна громада/Jampilska selyschtschna hromada). Zu dieser zählen auch die 29 in der untenstehenden Tabelle aufgelisteten Dörfer sowie die Ansiedlungen Nepljujewe und Prywoksalne, bis dahin bildete sie zusammen mit den Dörfern Dibrowa, Imschana, Iwotka, Olhyne, Prudyschtsche und Rostow sowie den Ansiedlungen Nepljujewe und Prywoksalne die gleichnamige Siedlungsratsgemeinde Jampil (Ямпільська селищна рада/Jampilska selyschtschna rada) im Zentrum des Rajons Jampil.
Am 17. Juli 2020 kam es im Zuge einer großen Rajonsreform zum Anschluss des Rajonsgebietes an den Rajon Schostka.
Folgende Orte sind neben dem Hauptort Jampil Teil der Gemeinde:
| Name                     | Name            | Name                               |
| ukrainisch transkribiert | ukrainisch      | russisch                           |
| ------------------------ | --------------- | ---------------------------------- |
| Antoniwka                | Антонівка       | Антоновка (Antonowka)              |
| Baseliwschtschyna        | Базелівщина     | Базелевщина (Baselewschtschina)    |
| Bilyzja                  | Білиця          | Белица (Beliza)                    |
| Dibrowa                  | Діброва         | Диброва                            |
| Deraschnja               | Деражня         | Деражня                            |
| Feofiliwka               | Феофілівка      | Феофиловка (Feofilowka)            |
| Howorunowe               | Говорунове      | Говоруново (Goworunowo)            |
| Hremjatschka             | Грем'ячка       | Гремячка (Gremjatschka)            |
| Imschana                 | Імшана          | Имшана                             |
| Iwotka                   | Івотка          | Ивотка                             |
| Lisne                    | Лісне           | Лесное (Lesnoje)                   |
| Majske                   | Майське         | Майское (Maiskoje)                 |
| Nepljujewe               | Неплюєве        | Неплюево (Nepljujewo)              |
| Okip                     | Окіп            | Окоп (Okop)                        |
| Oleksandriwske           | Олександрівське | Александровское (Alexandrowskoje)  |
| Olhyne                   | Ольгине         | Ольгино (Olgino)                   |
| Olyne                    | Олине           | Олино (Olino)                      |
| Palijiwka                | Паліївка        | Палиевка (Palijewka)               |
| Papirnja                 | Папірня         | Папирня                            |
| Prudyschtsche            | Прудище         | Прудище (Prudischtsche)            |
| Prywoksalne              | Привокзальне    | Привокзальное (Priwoksalnoje)      |
| Roschdestwenske          | Рождественське  | Рождественское (Roschdestwenskoje) |
| Rostow                   | Ростов          | Ростов                             |
| Schatryschtsche          | Шатрище         | Шатрище (Schatrischtsche)          |
| Skobytschiwske           | Скобичівське    | Скобычевское (Skobytschewskoje)    |
| Sorokowyj Klyn           | Сороковий Клин  | Сороковый Клин (Sorokowy Klin)     |
| Stepne                   | Степне          | Степное (Stepnoje)                 |
| Tschyschykowe            | Чижикове        | Чижиково (Tschischikowo)           |
| Turaniwka                | Туранівка       | Турановка (Turanowka)              |
| Ussok                    | Усок            | Усок                               |
| Wosdwyschenske           | Воздвиженське   | Воздвиженское (Wosdwischenskoje)   |

## Persönlichkeiten
In Jampil kam 1880 der ukrainische Maler und Theoretiker der russischen Avantgarde Alexander Bogomazow zur Welt.

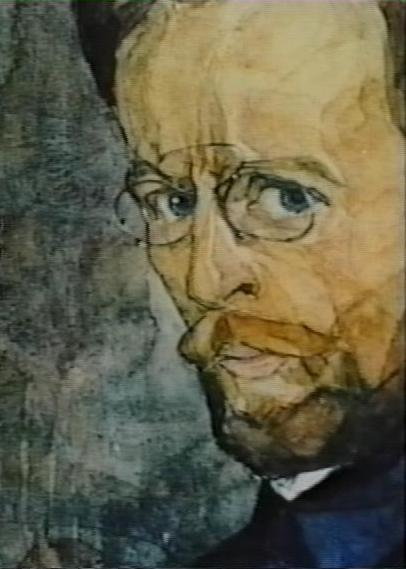
Alexander Bogomazow, Selbstporträt von 1911